# 2. HNL 2016/17
Die 2. HNL 2016/17 war die 26. Spielzeit der zweiten kroatischen Fußballliga. Die Saison begann am 19. August 2016 und endete am 28. Mai 2017.

## Modus
Die zwölf Mannschaften traten in je drei Runden gegeneinander an, sodass 33 Spieltage zu absolvieren waren. Die Teams, die nach 22 Spielen die ersten sechs Plätze belegten hatten zusätzlich sechs Heimspiele, die Teams auf den unteren sechs Plätzen noch fünf Heimspiele.
Der Tabellenerste stieg direkt auf, der Zweite spielte gegen den Vorletzten der 1. HNL in der Relegation. Die beiden letzten Mannschaften stiegen in die 3. HNL ab.

## Vereine
| Verein                  | Stadt         | Stadion                    | Kapazität |
| ----------------------- | ------------- | -------------------------- | --------- |
| NK Zagreb               | Zagreb        | Stadion Kranjčevićeva      | 8.850     |
| NK Hrvatski dragovoljac | Zagreb        | Stadion NŠC Stjepan Spajić | 5.000     |
| Dinamo Zagreb II        | Zagreb        | Stadion Hitrec Kacian      | 5.000     |
| NK Rudeš                | Zagreb        | ŠC Rudeš                   | 2.500     |
| NK Lučko Zagreb         | Zagreb        | Stadion Lučko              | 1.500     |
| NK Dugopolje            | Dugopolje     | Stadion Hrvatski vitezovi  | 5.200     |
| HNK Gorica              | Velika Gorica | Gradski Stadion            | 8.000     |
| NK Imotski              | Imotski       | Stadion Gospin dolac       | 4.000     |
| NK Novigrad             | Novigrad      | Stadion Lako               | 1.500     |
| NK Sesvete              | Sesvete       | svetok Josip Radnik        | 1.200     |
| HNK Šibenik             | Šibenik       | Šubićevac                  | 8.000     |
| NK Solin                | Solin         | Pokraj Jadra               | 4.000     |

## Abschlusstabelle
| Pl. | Verein                  | Sp. | S  | U  | N  | Tore    | Diff. | Punkte |
| --- | ----------------------- | --- | -- | -- | -- | ------- | ----- | ------ |
| 1.  | NK Rudeš                | 33  | 17 | 9  | 7  | 043:270 | +16   | 60     |
| 2.  | HNK Gorica              | 33  | 15 | 12 | 6  | 053:310 | +22   | 57     |
| 3.  | NK Solin (N)            | 33  | 16 | 7  | 10 | 040:360 | +4    | 55     |
| 4.  | NK Sesvete              | 33  | 15 | 7  | 11 | 053:360 | +17   | 52     |
| 5.  | Dinamo Zagreb II        | 33  | 12 | 11 | 10 | 039:320 | +7    | 47     |
| 6.  | NK Dugopolje            | 33  | 12 | 10 | 11 | 036:320 | +4    | 46     |
| 7.  | HNK Šibenik (N)         | 33  | 12 | 9  | 12 | 032:330 | −1    | 45     |
| 8.  | NK Novigrad (N)         | 33  | 11 | 9  | 13 | 028:350 | −7    | 42     |
| 9.  | NK Lučko Zagreb         | 33  | 9  | 11 | 13 | 034:480 | −14   | 38     |
| 10. | NK Hrvatski dragovoljac | 33  | 9  | 9  | 15 | 030:390 | −9    | 36     |
| 11. | NK Imotski              | 33  | 8  | 7  | 18 | 036:580 | −22   | 31     |
| 12. | NK Zagreb               | 33  | 6  | 11 | 16 | 034:500 | −16   | 29     |

Platzierungskriterien: 1. Punkte – 2. Direkter Vergleich (Punkte, Tordifferenz, geschossene Tore) – 3. Tordifferenz – 4. geschossene Tore

| (A) | Absteiger aus der 1. HNL 2015/16  |
| (N) | Aufsteiger aus der 3. HNL 2015/16 |

## Relegation
| Datum      | Zweiter 2. HNL | Gesamt | Neunter 1. HNL   | Hinspiel | Rückspiel |
| ---------- | -------------- | ------ | ---------------- | -------- | --------- |
| 4./7. Juni | HNK Gorica     | 1:5    | Cibalia Vinkovci | 0:2      | 1:3       |

## Torschützenliste
| Pl. | Name             | Mannschaft  | Tore |
| --- | ---------------- | ----------- | ---- |
| 1.  | Benjamin Tatar   | HNK Gorica  | 13   |
| 2.  | Mario Jelavić    | NK Solin    | 12   |
| 3.  | Edin Šehić       | NK Zagreb   | 10   |
| 4.  | Tomislav Havojić | NK Rudeš    | 09   |
| 4.  | Vedran Mesec     | NK Sesvete  | 09   |
| 4.  | Mira Slavica     | HNK Šibenik | 09   |
| 4.  | Tomislav Štrkalj | NK Sesvete  | 09   |
| 8.  | Marin Pejić      | HNK Gorica  | 08   |
| 8.  | Martin Vukorepa  | HNK Šibenik | 08   |